# Коулмен, Олтон
Олтон Коулмен (англ. Alton Coleman; 6 ноября 1955, Уокиган, штат Иллинойс — 26 апреля 2002, тюрьма «Southern Ohio Correctional Facility», Лукасвилл, штат Огайо) — американский серийный убийца, совершивший по версии следствия совместно с сообщницей Деброй Браун  серию из 8 убийств на территории 6 штатов США в течение нескольких месяцев 1984 года. Преступления Коулмена вызвали общественный резонанс в стране, благодаря чему судебные процессы над ним массово освещались в СМИ. Он стал первым человеком в истории США, который был приговорен к смертной казни сразу в трех штатах. 26 апреля 2002 года Элтон Коулмен был казнен посредством смертельной инъекции на территории штата Огайо. На момент ареста преступник  числился в первой десятке преступников, наиболее разыскиваемых ФБР на территории США.

## Ранние годы
Олтон Коулмен родился 6 ноября 1955 года в городе Уокиган, штат Иллинойс. Детство и юность Коулмен провел в социально-неблагополучной среде. Его мать Мэри Бейтс с ранних лет вела маргинальный образ жизни. Она родила старшего брата Олтона - Донни в 1942 году, когда ей было всего лишь 14 лет. В 1945 году она была госпитализирована в психиатрическую клинику «Dixon State Hospital», расположенную в городе Диксон (штат Иллинойс), после того, как на нее поступили жалобы от ряда ее знакомых о том, что она вела беспорядочную половую жизнь и намеренно заражала мужчин сифилисом. В ходе медицинского освидетельствования у Мэри Бейтс не было обнаружено следов венерических заболеваний, но она по неустановленным причинам находилась в психиатрической клинике до 1947 года. В начале 1950-х она познакомилась с солдатом по имени Герберт Коулмен, который на тот момент проходил службу в армии США на территории штата Иллинойс. После знакомства с Коулменом, Бейтс вышла за него замуж, бросила своего сына Донни на попечение своих родственников и переехала вместе с мужем в город Оклахома-Сити (штат Оклахома). В этот период она родила от Герберта Коулмена еще двух сыновей, после чего снова начала вести маргинальный образ жизни, бросила сыновей с отцом и в конце 1954 года переехала в город Уокиган. Мэри Бейтс остановилась в городском районе, населённый цветными меньшинствами и прочими деклассированными элементами имеющими низкий социальный статус и уровень образования, где вскоре она стала увлекаться алкогольными напитками, азартными играми и была замечена в занятии проституцией, благодаря чему личность биологического отца Олтона Коулмена никогда не была установлена. Согласно свидетельствам его родственников, после рождения Олтона его мать пыталась избавиться от него, выбросив его в мусорное ведро, но он был спасен его бабушкой Алмой Хоси. В раннем детстве Олтон и его братья стали свидетелями того, как их мать вследствие материальных трудностей оказывала сексуальные услуги за материальное вознаграждение многим мужчинам. Мать Олтона и его бабушка в начале 1960-х вступили в социальный конфликт, так как Олтон подвергался избиениям и издевательствам со стороны своей матери, благодаря чему  его забрала бабушка, которая все последующие годы его детства и юности занималась его воспитанием. Получив психологическую травму в раннем детстве, Олтон Коулмен в середине 1960-х начал демонстрировать признаки психического расстройства. Он страдал тяжелой формой энуреза, который проявлялся у него вне сна, в дневное время дня, благодаря чему в школьные годы Коулмен подвергался физическим нападкам со стороны сверстников и своей бабушки, которая дала ему унизительное прозвище, вследствие чего Олтон испытывал значительную психологическую нагрузку и низкую самооценку. Недержание мочи наблюдалось у него до достижения 13 лет. Бабушка Олтона придерживалась авторитарного стиля воспитания детей, благодаря чему как и его мать вскоре стала подвергать  его агрессии и избиению. В конце 1960-х Коулмен также вступил с ней в социальный конфликт. Он начал много времени проводить на улице в обществе лиц, ведущих криминальный образ жизни, стал фанатом азартных игр, начал увлекаться алкогольными напитками и наркотическими веществами. Из-за хронической неуспеваемости и прогулов, в 1970 году Олтон Коулмен бросил школу после окончания 8-го класса, после чего начал вести криминальный образ жизни.
28 апреля 1972 года Олтон Коулмен был арестован по обвинению в совершении ограбления. Он был осужден и провел несколько месяцев в учреждении для несовершеннолетних преступников. В мае 1973 года он был арестован по обвинению в хулиганстве. Согласно свидетельствам его матери, Олтон явился к ней в дом и потребовал 6 долларов для покупки куртки, но получил отказ, после чего устроил погром в доме, причинив ущерб матери в размере нескольких десятков долларов. В конечном итоге Коулмен избежал уголовной ответственности и отделался выплатой 15 долларов США. В этот период он стал демонстрировать патологически повышенное половое влечение к девушкам. 27 декабря 1973 года Коулмен и его сообщник Лерой Локетт совершили нападение на Элеанор Макинтайр, в ходе которого они угрожая ей оружием отвезли ее на территорию города Эванстон (штат Иллинойс), где Олтон Коулмен изнасиловал ее и похитил у нее деньги и другие вещи, представляющие материальную ценность. Колумен и Локетт были арестованы на следующий день. Их вина была доказана в суде, после чего Олтон Коулмен был приговорен к 6 годам лишения свободы с правом подачи ходатайства на условно-досрочное освобождение по отбытии 2 лет тюремного заключения. Во время отбытия уголовного наказания, Коулмен проходил курс программ по реабилитации сексуальных преступников, во время которого тюремный психиатр сделал вывод о том, что Коулмен из-за унижений, перенесенных в детстве со стороны матери и бабушки испытывает  женоненавистничество по отношению к лицам женского пола.
Он вышел на свободу 14 июня 1976 года, получив условно-досрочное освобождение, после чего вернулся в Уокиган. 13 сентября того же года Коулмен совершил изнасилование 17-летней Шерри Паттерсон. Он был арестован на следующий день. Будучи в заключении в окружной тюрьме «Lake County Jail», Олтон в течение нескольких следующих месяцев изнасиловал трех заключенных, находящихся в возрасте от 18 до 19 лет. В конечном итоге ему было предъявлено обвинение в нанесении побоев, после чего он был осужден и получил в качестве уголовного наказания несколько месяцев лишения свободы. В 1978 году Коулмен в одном из баров Уокигана познакомился с девушкой по имени Беверли Перкинс, которая вскоре стала его сожительницей. 1 июля 1980 года он женился на Пекркинс, после чего на некоторое время прекратил вести криминальный образ жизни. После женитьбы Коулмен некоторое время работал помощником медбрата в психоневрологическом госпитале для ветеранов войн, расположенном в северном районе Чикаго, однако он быстро потерял интерес к исполнению своих служебных обязанностей, после чего снова начал вести маргинальный образ жизни. В конце июля того же года он бы арестован по обвинению в изнасиловании 22-летней Дороти Хоукинс, с которой он познакомился 11 июля на одной из дискотек. Девушка проявила симпатию к Олтону и пригласила его на следующий день на пикник, после чего согласно ее свидетельствам, Коулмен отвез ее на окраину Уокигана, где подверг сексуальную насилию. Однако доказательств причастности Коулмена к совершению преступления найдено не было, благодаря чему на судебном процессе вердиктом жюри присяжных заседателей он был оправдан. В 1981 году его жена подала на развод, обвинив Коулмена в сексуальном садизме и заявив о том, что подвергается избиению и  сексуальному насилию с его стороны. После развода, в 1981 году Олтон в одном из баров Уокигана познакомился с 18-летней Деброй Денис Браун. Девушка имела 10 братьев и сестер, но выросла в социально-благополучной обстановке. В раннем детстве она получила травму головы, после чего начала демонстрировать признаки психического расстройства. По результатам  психиатрического освидетельствования ей был поставлен диагноз зависимое расстройство личности. В 1981 году Дебра Браун была помолвлена с молодым человеком, которого она бросила за несколько месяцев до свадьбы после знакомства с Коулменом. Вскоре у нее начались с Олтоном интимные отношения. Она ушла из своего дома и переехала в дом бабушки Коулмена, где стала проживать. В сентябре того же года в полицию Уокигана обратилась 16-летняя Лиза Мэнн, которая заявила что совместно со своей подругой 14-летней Лизой Пфайфер, подверглась изнасилованию со стороны Олтона Коулмена и его друга. Согласно ее показаниям, после побега из детского дома, находящегося в городе Кеноша, (штат Висконсин), она и Пфайфер прибыли в Уокиган, где познакомились возле одного из магазинов с Олтоном Коулменом и Леонардом Линчем. После совместного распития спиртных напитков, Леонард Линч пригласил девочек в свою квартиру, где в одной из комнат изнасиловал Лизу Мэнн, в то время как Коулмен в другой комнате совершил изнасилование Лизы Пфайфер. После заявления Мэнн, Коулмен и Линч были арестованы, но вскоре оказались на свободе, так как показания девочек отражали большое несоответствие в деталях.
В июле 1983 года Олтон Коулмен был в очередной раз арестован по обвинению в сексуальных домогательствах по отношению к своей племяннице 8-летней Мелинды Сноу. Согласно показаниям матери девочки и сестры Олтона - Терри Коулмен, в июне и июле того же года Олтон дважды в ходе визитов сексуально домогался девочки и совершил попытку ее изнасилования. Олтону Коулмену было предъявлено обвинение, которое позже было снято так как его сестра подала заявление о примирении сторон. 26 февраля 1984 года Коулмен находясь в Чикаго, познакомился с Доротеей Томпсон, которая ожидала свою 14-летнюю дочь после работы в одном из ресторанов быстрого питания «Burger King». С целью обсудить возможность трудоустройства в ресторан, Томпсон дала Коулмену адрес своего места жительства. Два дня спустя он явился на порог ее дома, где на тот момент находилась 14-летняя дочь Томпсон. Угрожая ножом, Коулмен изнасиловал девочку, после чего заставил ее сделать запись на листке бумаге, якобы адресованную ему, в которой говорилось что девочка добровольно вступила с ним в интимную связь и предлагала ему продолжить интимные отношения. Вскоре на основании заявления жертвы изнасилования Коулмен был арестован. Он предъявил записку, благодаря чему показания жертвы были подвергнуты сомнению и он в конечном итоге был освобожден из-под стражи во время расследования, заплатив залог. Он должен был явиться в суд 30 мая 1984 года

## Серия убийств
Весной 1984 года Элтон Коулмен используя псевдоним Роберт Найт, познакомился в городе Кеноша (штат Вашингтон) с женщиной по имени Хуанита Уит, которая воспитывала 9-летнюю дочь Верниту Уит и 5-летнего сына Брэндона. Обладая выраженной харизмой, Коулмен без всяких усилий завоевал расположение и симпатию Хуаниты Уит, благодаря чему 29 мая 1984 года он явился на порог ее дома с предложением сводить ее детей в «Парк развлечений». Вечером того же дня, вернув детей Хуаните Уит, Коулмен предложил ей купить магнитофон для дочери, после чего с ее согласия покинул ее квартиру вместе с 9-летней Вернитой Уит с целью похода в магазин. После того как они не вернулись домой, рано утром 30 мая Хуанита Уит заявила в полицию о пропаже дочери. Будучи в полицейском участке Уит опознала по предъявленным ей фотографиям Олтона Коулмена как Роберта Найта, потому как в Кеноша проживал брат Олтона и в начале 1984 года они арестовывались полицией за нарушение общественного порядка. Олтон был объявлен в розыск. Узнав адрес места жительства Коулмена, полиция в городе Уокиган явилась с обыском в квартиру его бабушки, где на тот момент находились его бабушка Альма Хоси и Дебра Браун, которые подверглись допросу. Днем 30 мая Коулмен был замечен на одном из железнодорожных вокзалов Уокигана. Он сел в такси, но покинул автомобиль после того как заметил сотрудников правоохранительных органов, после чего сумел скрыться. Коулмену удалось незамеченным проникнуть в квартиру бабушки, где он сменил одежду и будучи неплохим психологом, зная закономерности поведения Дебры Браун и ее психологические потребности по отношению к ожиданиям других, предложил ей, не имевшей до этого проблем с законом, план по совершению серии ограблений, после чего они пустились в бега. На следующий день фотография Верниты Уит была опубликована в местных газетах. Девочка была опознана водителем такси по имени Кит Хэч, который обратился в полицию и заявил, что подобрал девочку вместе с молодым мужчиной поздно вечером 29 мая возле одного из баров в Кеноша и высадил их рано утром 30 мая недалеко от набережной Уокигана. Позже он идентифицировал Коулмена как мужчину, который покинул такси вместе с Уит. Разложившиеся останки Верниты Уит были обнаружены 19 июня в одном из заброшенных зданий Уокигана на расстоянии двух кварталов от социального жилищного комплекса, где Коулмен проживал с матерью в начале 1960-х годов. Коулмен задушил девочку с помощью электрического провода. Она была раздета, ее нижнее белье отсутствовало, но из-за высокой стадии разложения трупа, судебно-медицинский эксперт не смог подтвердить факт изнасилования. Во время осмотра места убийства, полицией на одной из дверей в здании был обнаружен отпечаток пальца Коулмена.
В июне 1984 года, Коулмен и Браун появились в городе Гэри, (штат Индиана). 18 июня 1984 года они заметили 9-летнюю Тамику Теркс и 9-летнюю Энни Хиллард, которые направлялись в киоск для покупки хот-догов. Используя различные уловки, Браун отвела девочек в лесистую местность, где их дожидался Коулмен. Он сказал им, что хочет отвести их в дом своей бабушки, а затем заявил о том, что хочет поиграть с ними в «небольшую игру», после чего снял с Тамики Теркс рубашку, разрезал ее перочинным ножом и связал девочек. После того как жертвы начали кричать, Тамика Теркс была избита преступниками и задушена. Коулмен изнасиловал Энни Хиллард, в том числе в извращенной форме, после чего с помощью брючного пояса задушил жертву и сбросил ее тело рядом с телом убитой Тамики Теркс, однако Энни Хиллард осталась жива и вскоре пришла в сознание. Она была обнаружена прохожим, который обратился в службу спасения, вследствие чего Хиллард была оказана медицинская помощь. После совершения убийств, будучи в розыске Коулмен в целях изменения внешности изменил прическу, сбрил растительность на лице и начал носить шляпу.
На следующий день Коулмен и Браун, используя вымышленные имена познакомились на территории Гэри с 25-летней Донной Уильямс, которая была известна в округе как религиозная фанатка.  19 июня 1984 года Уильямс  после посещения церкви пропала без вести. Ее автомобиль был найден на одной из улиц Детройта (штат Мичиган) 26 июня того же года. В салоне автомобиля полицией были обнаружены отпечатки пальцев Коулмена, а также фальшивое удостоверение личности на имя Лизы Фишер с фотографией Дебры Браун. Полуразложившиеся останки Уильямс были обнаружены в Детройте 11 июля 1984 года. В ходе судебно-медицинской экспертизы причиной смерти девушки предположительно было названо удушение, но факт сексуального насилия из-за высокой степени разложения тела установить не удалось. Рано утром 28 июня того же года Коулмен и Браун совершили проникновение со взломом в дом 62-летнего Палмера Джонса, где совершили на него нападение, в ходе которого избили его и его жену 59-летнюю Мардж. Преступники похитили из дома Палмера 90 долларов и угнали его автомобиль, но оставили в живых жертв. Автомобиль Палмера Джонса был обнаружен спустя несколько дней на территории города Тейлор (штат Мичиган). 2 июля 1984 года Коулмен познакомился на одной из улиц Детройта с 55-летней Мэри Биллапс. В ходе 45-минутного разговора с ней, Коулмен сумел завоевать расположение и симпатию женщины, после чего она пригласила Олтона и Дебру Браун в свой дом, где они пообедали и остались ночевать. На следующий день они познакомились с другом Мэри Биллапс - 55-летним Мэрионом Гэстоном, у которого имелся автомобиль. Используя различные уловки Коулмену и Браун удалось оказаться в доме Гэстона, где на тот момент также находилась Мэри Биллапс. Угрожая ножом Коулмен связал жертв, отвел их в подвал дома, где избил с помощью крупногабаритных гаечных ключей, но оставил в живых. Преступники похитили из дома деньги и другие вещи, представляющие материальную ценность, после чего угнали автомобиль Гэстон и покинули территорию штата.
6 июля 1984 года преступники появились в городе Толедо (штат Огайо), где на одной из улиц города снова используя вымышленные имена, познакомились со священнослужителем одной из баптистских церквей по имени Эрни Джексон, который пригласил Коулмена и Браун в свой дом чтобы угостить их обедом. Вскоре на порог дома Эрни Джексона явилась 30-летняя Виргиния Темпл, разведённая женщина, которая воспитывала пятерых несовершеннолетних детей. В ходе знакомства с Виргинией Темпл, Колумен сводил ее на свидание в один из ресторанов быстрого питания и сумел узнать адрес ее места жительства, после чего рано утром 7 июля 1984 года он и Дебра Браун проникли в дом женщины, где угрожая оружием Олтон Коулмен совершил изнасилование Виргинии Темпл и ее 10-летней дочери Рашель, после чего задушил мать и дочь. Трупы жертв Коулмен поместил в подвальное помещение дома, где они были обнаружены в тот же день вскоре после того, как родственники убитых заявили в полицию о их исчезновении.  В тот же день на территории Толедо, Колумен и Браун явились на порог дома 77-летнего Фрэнка Дувендэка. Коулмен рассказал хозяину дома историю о покупке автомобиля и попросил его дать ему возможность воспользоваться телефоном, после чего Дувендэк их впустил внутрь. Оказавшись в доме, преступники связали его и его жену Дороти, после чего похитили из их дома 200 долларов и угнали их автомобиль, не причинив тяжкого вреда их здоровью.
Через несколько дней Элтон Коулмен и Дебра Браун появились в городе Цинциннати (штат Огайо), где на одной из улиц 11 июля 1984 года познакомились с 15-летней Тонни Стори, которая возвращалась со школы домой. Угрожая оружием преступники заманили девочку в малолюдную местность города, где Коулмен задушил ее. Тело Тонни Стори со следами удушения было обнаружено лишь 19 июля того же года. В ходе расследования полиция нашла свидетеля - одноклассника убитой девочки, который заявил что видел ее незадолго до исчезновения в компании молодого чернокожего мужчины и чернокожей девушки, которых он идентифицировал как Коулмена и Браун на предъявленных ему фотографиях. Кроме показаний свидетелей, полицией на месте обнаружения трупа убитой был обнаружен отпечаток пальца, который принадлежал Дебре Браун. 13 июля того же года в городе Цинциннати Коулмен и Браун познакомились с 45-летним Гарри Уолтерсом и его женой 44-летней Марлин Уолтерс, которые дали объявление о продаже дома на колёсах, который был припаркован возле их дома. С целью обсудить возможность покупки, Колумен сумел добиться приглашения от Гарри Уолтерса в его дом, где он совершил на него нападение, в ходе которого избил его и его жену, после задушил Марлин Уолтерс, бросив ее тело в подвале дома. Гарри Уолтерс выжил, но вследствие травмы головы начал испытывать головные боли и проблемы со зрением.
После убийства Уолтерс, Коулмен и Браун перебрались в город Лексингтон (штат Кентукки), где познакомились с Томасом Фарреллом Харрисом. который предложил Олтону совершить ограбление. Поздно вечером 16 июля 1984 года они встретили на парковке одного из мотелей 33-летнего преподавателя одного из колледжей Олина Кэрмикела, который возвращался домой с работы. Угрожая ему оружием, Олтон Коулмен совершил на него нападение, в ходе которого ограбил его, связал и поместил его в багажник его же автомобиля. Узнав номер телефона его дома, Коулмен используя телефонный автомат сумел дозвониться до жены Кермикела и потребовал за него выкуп в размере крупной денежной суммы, которую она должна была принести на автозаправочную станцию в городе Ричмонд (штат Кентукки). Однако Олтон Коулмен вскоре передумал. Покинув Лексингтон, они расстались с Харрисом и переехали в город Дейтон (штат Огайо), где на одной из улиц Коулмен и Браун оставили автомобиль Орлина Кермикела с ним внутри багажника автомобиля, где он был обнаружен спустя несколько часов и спасен. К тому времени Элтон Коулмен  был объявлен в национальный розыск. Его поимкой занялось ФБР, которое поместило его в первую десятке преступников, наиболее разыскиваемых ФБР на территории США.
19 июля 1984 года Элтон Коулмен на территории города Индианаполис (штат Индиана), совершили проникновение со взломом на территорию домовладения 79-летнего Юджина Скотта. После того как преступники похитили из его дома деньги и другие вещи, представляющие материальную ценность, они угнали его автомобиль, взяв Скотта в качестве заложника. На окраине города, в целях избавления от свидетелей преступлений, Олтон Коулмен и Дебра Браун нанесли Юджину Скотту несколько ударов ножом, после чего Коулмен застрелил Юджина Скотта четырьмя выстрелами из пистолета 38-го калибра. Сбросив труп Скотта, он и Дебра Браун покинули на автомобиле жертвы Индианаполис и территорию штата.

## Арест
20 июля 1984 года Элтон Коулмен и Дебра Браун появились в городе Эванстон (штат Иллинойс). Они припарковали свой автомобиль возле парка, после чего отправились в парк пешком. В этот момент Коулмен был опознан  своим школьным знакомым, который проследил за ним и Деброй Браун до игровой площадки, после чего позвонил в полицию. Коулмен и Браун были обнаружены сотрудниками правоохранительных органов на трибунах игровой площадки, где местная молодежь  играла в баскетбол. Увидев пятерых сотрудников полиции, Дебра Браун выбросила свою сумочку, в которой находился пистолет, а Олтон Коулмен избавился от части своей одежды, после чего они совершили попытку покинуть территорию парка, но были арестованы. Несмотря на то, что Коулмен и Браун были вооружены несколькими ножами и еще одним пистолетом, они не оказали сопротивления при аресте. После того как их доставили в полицейский участок, их личности были установлены с помощью проверки отпечатков пальцев. Им были предъявлены обвинения в совершении восьми убийств. Во время первых допросов, Олтон Коулмен заявил что позволил себя арестовать из-за упадка сил, постоянного чувства усталости и переутомления, причиной чего стали длительные психоэмоциональные нагрузки во время бегства от правосудия, в противном случае, утверждал Коулмен, он бы совершил убийство полицейских и оказал сопротивление при аресте.

## Судебные процессы
После ареста Коулмену и Дебре Браун были предъявлены обвинения в совершении восьми убийств и в совершении ряда нападений на территории шести штатах Среднего Запада США. Через неделю после ареста более 50 высокопоставленных чиновников  правоохранительных органов из шести штатов встретились, чтобы спланировать свою стратегию судебного преследования Коулмена и Брауна.  В конечном итоге было принято решение провести первый судебный процесс на территории штата Кентукки по обвинению в похищении Оллина Кемиркела, после чего экстрадировать преступников на территорию штата  Огайо. Это решение поддержал Генеральный прокурор США Дэн Уэбб. Суд по обвинению в похищении Олина Кемиркела начался осенью 1984 года. В ноябре Элтон Коулмен и Дебра Браун были признаны виновными по всем пунктам обвинения и в январе 1985 года были приговорены к 20 годам лишения свободы, после чего были экстрадированы на территорию штата Огайо.
Весной 1985 года начался судебный процесс над Коулменом и Браун по обвинению в убийстве Марлин Уолтерс. В апреле того же года Коулмен начал манипулировать судебно-правовой системой. Пытаясь прервать процесс отбора присяжных заседателей и отсрочить открытие судебного процесса, Олтон Коулмен подал ряд нелепых и надуманных требований. В частности Коулмен требовал провести исследование с помощью полиграфа, сменить ему  адвокатов и требовал дать ему возможность заниматься сексом с Деброй Браун во время судебных заседаний, но все его требования были отклонены.
На судебном процессе членам жюри присяжных заседателей были продемонстрированы: 20-минутная видеозапись забрызганного кровью интерьера дома Уолтерсов, покрытые кровью плоскогубцы, лом и деревянный подсвечник, которые использовались при нападении, 23 отпечатка пальцев, принадлежащих Коулмену и Браун, а также показания свидетелей, в том числе выжившего при нападении Гарри Уолтерса. Во время судебных заседаний Коулмен и Дебра Браун отказались сотрудничать со своими адвокатами, которые в свою очередь заявили во время суда о том, что коммуникация с их подзащитными невозможна из-за нежелания Браун защищать себя, а в случае Олтона Коулмена из-за его непредсказуемых вспышек гнева. В конечном итоге ни на одном из судебных заседаний  не было представлено никаких доказательств, которые окончательно указывали бы на то, кто нанес удары, убившие Марлин Уолтерс, благодаря чему адвокаты Браун пытались убедить суд и присяжных заседателей в том, что убийцей был Олтон Колумен.
Оба обвиняемых не признали себя виновными в совершении убийства и нападении, но во время перекрестного допроса на одном из судебных заседаний, Дебра Браун неожиданно заявила о том, что Коулмен не причастен к убийству, а Марлин Уолтерс умерла от ее действий. Противоречивые показания Браун позволили стороне обвинения развить конфликты в их версиях защиты. 2 мая 1985 года преступники вердиктом жюри присяжных заседателей были признаны виновными по всем пунктам обвинения, после чего суд приговорил Олтона Коулмена к смертной казни, а Дебре Браун назначил уголовное наказание в виде пожизненного лишения свободы с правом подачи ходатайства на условно-досрочное освобождение по отбытии 35 лет заключения
После осуждения Коулмен и Браун в июне 1985 года предстали перед судом по обвинению в совершении убийства Тони Стори. Они были признаны виновными в убийстве девочки, после чего 24 июня того же года Элтон Коулмен и Дебра Браун были приговорены к смертной казни.
В конце того же года Коулмен и Браун были этапированы на территорию штата Индиана, где 1 апреля 1986 года предстали перед судом по обвинению в совершении убийства 7-летней Тамики Тёркс. Ключевым свидетелем обвинения стала выжившая жертва 11-летняя Энни Хиллард, которая опознала в суде Элтона Колумена как человека, который изнасиловал ее, совершил попытку ее убийства и убил Тамику Теркс. Девочка дала показания о том, как развивались события в день преступления.  Адвокаты Коулмена пытались дискредитировать ее показания, утверждая, что полиция ввела девушку в заблуждение, заставив опознать  Коулмена по фотографии вскоре после нападения. В качестве свидетеля обвинения также выступила бывшая жена Элтона Коулмена -25-летняя Беверли Перкинс. Девушка заявила суду, что Колумен с ранних лет демонстрировал патологически повышенное влечение к подросткам. В частности она уточнила, что познакомилась с Коулменом в 1976 году, когда ей было 16 лет, в то время как он проживал вместе со своей бабушкой и 12-летней девочкой, с которой занимался сексом. Также Перкинс утверждала что Коулмен являлся сексуальным садистом и любил причинять ей боль во время занятия сексом.
10 апреля того же года на последнем судебном заседании произошел инцидент, в ходе которого Олтон Коулмен продемонстрировал в суде записку, которую ему оставил главный прокурор округа Лейк Томас Вейнс, в которой он упомянул унизительное прозвище Коулмена, которое он имел в детстве вследствие энуреза. Томас Вейнс признал этот факт, заявив что вследствие личной неприязни приклеил записку, адресованную Элтону Коулмену,  на стене  лифта, когда того возвращали из зала суда  в тюрьму округа Лейк. Заявление Коулмена было подтверждено тюремными надзирателями, после чего суд обвинил Вейнса в непрофессионализме и проявлении неуважения к суду. Томас Вейнс в свою очередь объявил о своем уходе из дела, оставив поддерживать обвинение своим помощникам
12 апреля Коулмен был признан виновным в убийстве Теркс и в совершении нападения на 9-летнюю Энни Хиллард, после чего в начале мая 1986 года суд вынес ему третий по счету смертный приговор. Как и в предыдущих случаях, во время вынесения приговора он не проявил никаких эмоций. Дебра Браун также была признана виновной в соучастии убийства Тамики Теркс и была во второй раз приговорена к смертной казни, так как ее адвокаты не смогли привести на судебном процессе никаких смягчающих обстоятельств ее виновности. Через несколько дней Коулмен был этапирован на территорию штата Иллинойс, где предстал перед судом по обвинению в совершении убийства 9-летней Верниты Уит. Свою вину он не признал.
В середине 1986 года Колумен снова начал манипулировать судебно-правовой системой. Он подал ходатайство о замене адвоката, предоставленного ему государством и добился разрешения защищать себя сам. Также он подал ходатайство о замене места отбора членов жюри присяжных заседателей, так как считал что вследствие массовой огласки его преступлений, он не получит справедливого судебного разбирательства в случае если члены жюри присяжных заседателей будут набраны в Уокигане, где произошло убийство Верниты Уит. Ходатайства Коулмена в конечном итоге были удовлетворены, благодаря чему ему удалось отсрочит дату открытия судебного процесса до начала 1987 года.
Судебный процесс открылся 15 января 1987 года и продлился всего лишь 5 дней. Ключевыми свидетелями обвинения стали мать убитой девочки и таксист, который опознал Коулмена как человека, которого он привез вместе с Вернитой Уит в Уокиган поздно вечером 30 мая 1984 года. Также в суде были продемонстрированы провод и одежда, снятые с разложившегося тела Верниты Уит. 19 января того же года в результате четырехчасового совещания, Олтон Коулмен был признан виновным в совершении убийства Верниты Уит. Коулман не согласился с вердиктом и заявил, что сторона обвинения не смогла в суде доказать его виновность вне всяких разумных сомнений.
6 февраля Элтон Коулмен снова был приговорен к смертной казни. Он стал первым человеком в истории США, который был приговорен к смертной казни на территории трех штатов. Во время судебного процесса Коулмен не проявлял никакого интереса к происходящему и во время одного из судебных заседаний  охарактеризовал судебный процесс как фарс и пустая трата денег налогоплательщиков, так как по оценкам обвинителей, каждый из четырех судебных процессов обошелся государству в сумму более 100 000 долларов. Во время вынесения приговора Коулмен признался в том, что незадолго перед арестом планировал себя убить и выразил сожаление в том, что у него не хватило смелости на совершение самоубийства.
Согласно стратегии судебного преследования, выбранной представителями шести штатов, на территории которых были совершены убийства, Коулмену предъявляли обвинения в убийствах на территории тех штатов, где в качестве уголовного наказания ему могла быть вынесена смертная казнь. Вследствие этого обстоятельства, никаких других обвинений в совершении убийств Олтону Коулмену в последующие годы предъявлено не было. Ему не было предъявлено обвинение в совершении убийства Донны Уильямс, так как на территории штата Мичиган действовал мораторий на вынесение смертных приговоров. Убийства Виргинии Темпл, ее дочери Рашель, а также 79-летнего Юджина Скотта, также никогда не дошли до суда, так как Коулмен и Браун к тому времени на территории штатов Огайо и Индиана уже были осуждены и приговорены к смертной казни.

## В заключении
Оказавшись в заключении, Олтон Коулмен не смирился со своим положением и в последующие годы жизни подал множество апелляций на отмену смертных приговоров и назначение новых судебных разбирательств. В конце 1987 года он подал апелляцию на отмену смертного приговора по обвинению в убийстве Марлин Уолтерс, но апелляция была отклонена в июле 1988 года. В 1989 году он подал подобную апелляцию на отмену смертных приговоров по обвинению в другом убийстве, совершенном на территории штата Огайо, но она также была отклонена. В 1990 году адвокаты Олтона Коулмена подали апелляцию на территории штата Индиана, которая также была отклонена
Адвокаты Дебры Браун также подавали различные апелляции, одна из которых увенчалась успехом. В январе 1991 года Губернатор штата Огайо Ричард Селесте заменил смертный приговор Браун на уголовное наказание в виде пожизненного лишения свободы  без возможности условно-досрочного освобождения, после того апелляция Браун на отмену смертного приговора по обвинению в убийстве Тамики Теркс была удовлетворена на основании результатов судебно-психиатрической экспертизы, выявившей у нее умственную отсталость в степени дебильности с порогом коэффициента интеллекта от 59 до 74 баллов.
В феврале 1992 года Коулмен подал апелляцию на территории штата Иллинойс на отмену смертного приговора по обвинению в убийстве Верниты Уит. Он настаивал на том, что степень его вменяемости во время судебных процессов подвергалась сомнению и он был непригоден для того, чтобы защищать себя  на суде в 1987 году в Уокигане, что по его мнению было нарушением его  конституционного права на квалифицированного юриста. Адвокаты Олтона подали ходатайство округ о проведении судебно-психиатрической экспертизы и назначения нового судебного разбирательства, однако апелляция была в очередной раз отклонена.

## Казнь
В начале 2002 года штат Огайо назначил дату казни Олтона Коулмена на 26 апреля 2002 года. В начале апреля брат и две сестры  Олтона Коулмана обратились к губернатора штата Огайо Бобу Тафтау, а также к совету по условно-досрочному освобождению с просьбой о помиловании Олтона. В своем заявлении они пытались убедить общественность в том, что их брат стал жертвой социального неравенства и призвали правительственных чиновников принять меры для социального обеспечения молодых семей, имеющих материальные трудности, и принять меры для обеспечения  ухода и лечения своих граждан, страдающих психическими расстройствами и имеющими отклонения в умственном развитии.
16 апреля того же года Коулмен с помощью своих адвокатов обратился в совет по условно-досрочному освобождению с просьбой убедить губернатора штата Огайо Боба Тафта помиловать его и заменить ему смертный приговор на уголовное наказание в виде  пожизненного лишения свободы без права на условно-досрочное освобождение. В своем обращении Олтон Коулмен попросил прощения у родственников жертв и выразил раскаяние в содеянном. Он заявил что в момент совершения серии убийств страдал наркотической зависимостью и все преступления совершил будучи в состоянии аффекта после наркотического опьянения. Томас Томпсон, нейропсихолог из Нью-Мексико, нанятый адвокатами Коулмана, сообщил совету по условно-досрочному освобождению, что Коулмен страдает органическим поражением головного мозга  и родился с фетальным алкогольным синдромом, вследствие того что его мать употребляла наркотики и алкоголь во время беременности. Согласно его версии, повреждение мозга Коулмена усугубилось его детством, во время которого он был подвергнут издевательствам, что привело в итоге к психическим, эмоциональным и поведенческим проблемам, однако совет по условно-досрочному освобождению единогласным решением отказал ему в просьбе.
Олтон Коулмен был казнен посредством смертельной инъекции утром 26 апреля 2002 года. Так как Коулмен был приговорен к смерти сразу в трех штатах, его казнь наблюдали по видеотрансляции, большое количество свидетелей из штатов Иллинойс, Огайо и Индиана, что стало первым подобным прецедентом в истории штата Огайо. Во время заключения Коулмен стал последователем церкви баптистов-христиан и за три дня до казни прошел обряд крещения. Последний день своей жизни он провел вместе со своим братом Донни и двумя сестрами Джин и Терри. После последнего ужина Коулмен не спал всю ночь. Перед казнью он с разрешения администрации тюрьмы надел разноцветную молитвенную шаль, которую ему дал один из его духовных наставников, который стал одним из свидетелей его казни. Олтон Коулмен был объявлен мертвым в 10.13 утра по местному времени. В качестве последнего слова он процитировал отрывок 23-го псалома из псалтиря.
Сообщница Коулмена Дебра Денис Браун также отбывала уголовное наказание в виде пожизненного лишения свободы без права на условно-досрочного освобождения в тюрьме  «Dayton Correctional Institution» на территории штата Огайо. Долгие годы Генеральный прокурор округа Лейк и генеральная прокуратура штата Индиана добивались экстрадиции Дебры Браун на территорию штата Индиана для исполнения ее смертного приговора за соучастие в убийстве 7-летней Тамики Теркс. В конце 2010-х годов одна из апелляций Браун была удовлетворена. В ходе нового судебного разбирательства Генеральный прокурор округа Лейк и генеральная прокуратура штата Индиана подписали соглашение об отзыве требования о назначении ей смертного приговора на основании результатов судебно-медицинской экспертизы, согласно которым она была признана умственно отсталой. Вследствие этого постановлением Верховного Суда США ее последний смертный приговор был отменен и в декабре 2018 года ей было назначено уголовное наказание в виде 140 лет лишения свободы.